# Isoneuromyia tannia
Isoneuromyia tannia är en tvåvingeart som beskrevs av Neal L. Evenhuis 2006. Isoneuromyia tannia ingår i släktet Isoneuromyia och familjen platthornsmyggor. Inga underarter finns listade i Catalogue of Life.